# Завод «Красный Гигант»
Завод «Красный Гигант» — одно из старейших в России предприятий по производству хрустальных изделий ручной работы. Расположен в городе Никольске. Год основания завода — 1764. На заводе трудились 7000 человек.

## История завода
Никольско-Бахметевский хрустальный завод в 1764 году с высочайшего разрешения императрицы Екатерины II основал отставной военный Алексей Иванович Бахметев (1729—1799) в своём имении в селе Никольско-Пестровка в Пензенской губернии. На заводе изготавливали посуду и предметы сервировки, элементы дворцового убранства из хрусталя в серебряном, золотом и бронзовом декоре, в том числе светильники самых различных видов и форм. Бахметевы владели производством до конца XIX века, затем — Александр Оболенский (1847—1917).
При заводе функционировал Музей стекла и хрусталя, имеющий богатейшую коллекцию европейского и российского хрусталя.
В советское время в цехах завода делали заказы для оборонной промышленности (ракетно-танково-подлодочная оптика). 
Производство было остановлено в 2008 году. В 2010 году завод «Красный гигант» был распродан частями, не дожив до своего 250-летия четырёх лет.
В 2008 году одна из площадок завода «Красный гигант» была выкуплена московским предпринимателем Михаилом Садковичем, организовавшим ООО «Бахметьевская артель». Было закуплено новое зарубежное оборудование, открытие состоялось 24 мая 2010 года. Предприятие продолжает традиции производства высококачественного хрусталя в традиционном классическом дизайне. На производстве трудится порядка 100 человек.